# Johannes Ljunghoff
Johannes Natanael Ljunghoff, född 10 september 1887 i Asarums socken, död 30 november 1959 i Lund, var en svensk lärare.
Johannes Ljunghoff var son till kontraktsprosten Anders Hansson Ljunghoff. Efter mogenhetsexamen i Malmö 1905 studerade han vid Lunds universitet och blev filosofie kandidat 1910, filosofie licentiat 1916 och teologie kandidat 1920. Han prästvigdes 1923 men kom att ägna sig helt åt lärarverksamhet. Ljunghoff blev 1913 lärare vid Hammenhögs folkhögskola i Skåne och tjänstgjorde i början av 1920-talet som vikarierande lektor vid olika folkskoleseminarier. Han var lektor vid Folkskoleseminariet i Kalmar 1924–1940, vid Folkskoleseminariet i Uppsala 1940–1945 och var från 1945 lektor vid Folkskoleseminariet i Lund. Ljunghoff var granskningsman för läroböcker i kristendomskunskap, 1928–1933 som suppleant och 1933–1935 som ordinarie. Han var under sin tid i Kalmar kyrkoråd och kyrkofullmäktige, sekreterare i Kalmar stifts bibelsällskap med mera. Han var ordförande i Växjö stifts konfirmationsundervisningskommitté 1935–1940. Ljunghoff skrev en rad tidskriftsuppsatser och böcker i religiösa ämnen, bland annat behandlande katekesen och dess betydelse i undervisningen.